# Hylodes vanzolinii
Hylodes vanzolinii é uma espécie de anura  da família Leptodactylidae.
É endémica do Brasil.
Os seus habitats naturais são: campos rupestres subtropicais ou tropicais e rios.
Está ameaçada por perda de habitat.